# Gelifracción

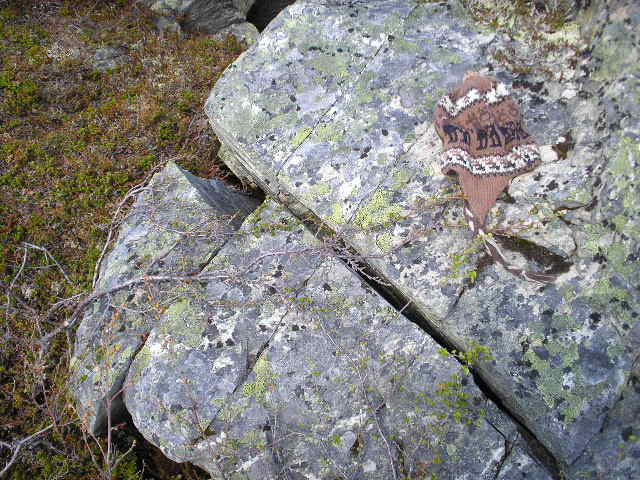
Roca fragmentada posiblemente a causa de gelifracción.

Gelifracción, también conocida como gelivación o crioclastia, es un proceso geológico que implica la fragmentación de las rocas debido a las tensiones generadas por la congelación del agua contenida en sus grietas, fracturas y poros. El agua, que puede provenir de lluvia, deshielo o rocío, se introduce en las oquedades de las rocas y, al congelarse, genera presión que puede fragmentarlas. Este fenómeno puede dar lugar a formaciones geológicas como canchales o glaciares de roca.
Desde principios del siglo XX hasta mediados de los años 80, se pensaba que la gelifracción ocurría debido a la expansión del agua al convertirse en hielo. Sin embargo, algunos científicos sostienen que, aunque el agua se expanda al congelarse, esta expansión puede ser compensada por la expulsión de aire en la roca o por un empuje hacia afuera del hielo, sin que sea necesario romper la roca.
La gelifracción se produce especialmente en zonas polares, subpolares y de alta montaña, donde las fluctuaciones de temperatura por encima y debajo de los cero grados son comunes. También se ha considerado uno de los agentes de meteorización en ambientes desérticos, debido a las variaciones extremas de temperatura.